# Aleuron carinatum
Aleuron carinatum är en fjärilsart som beskrevs av Jean Baptiste Boisduval 1875. Aleuron carinatum ingår i släktet Aleuron och familjen svärmare. Inga underarter finns listade i Catalogue of Life.